# Heinrich von Zipplingen

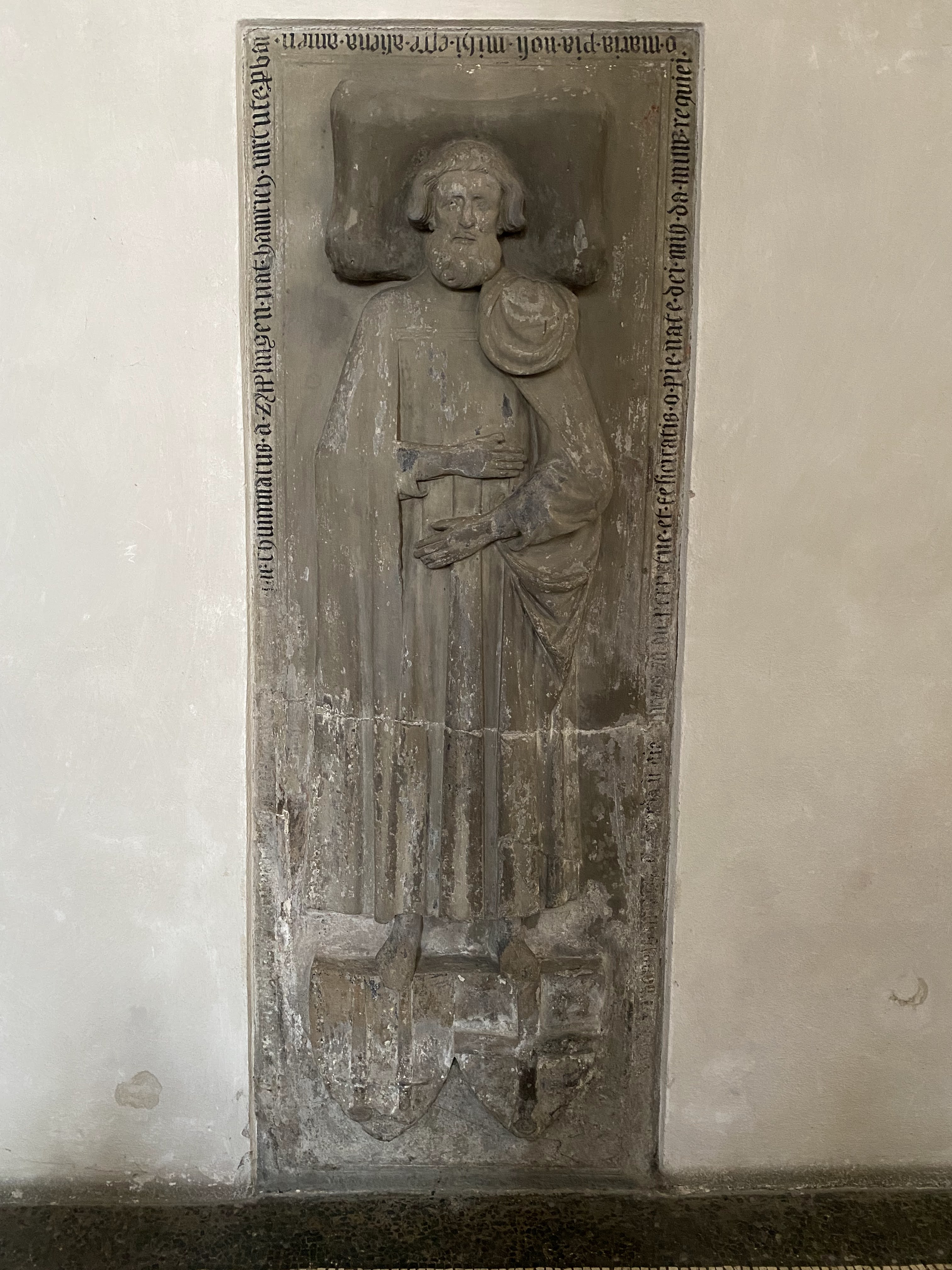
Grabstein im Liebfrauenmünster Donauwörth

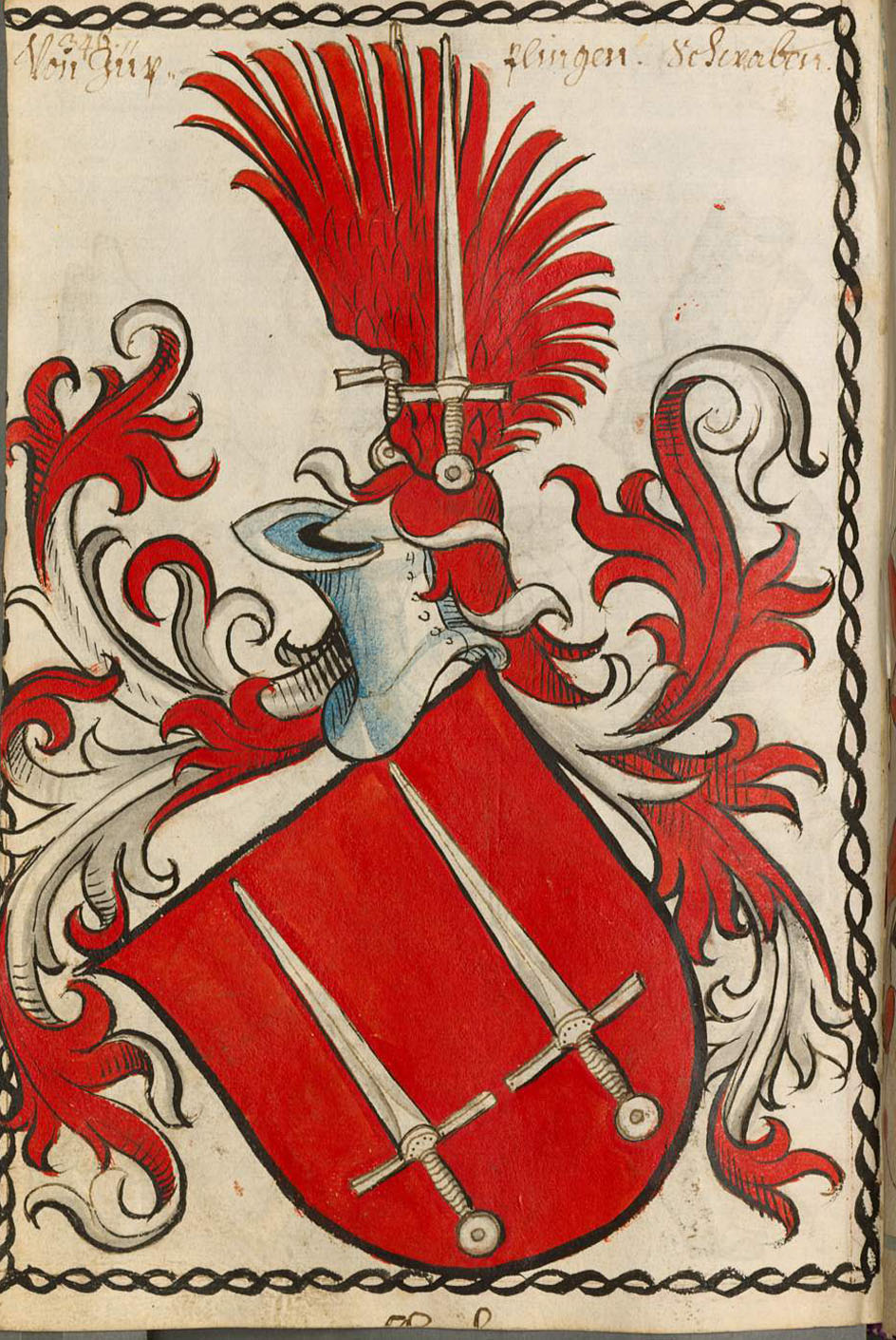
Familienwappen der von Zipplingen nach dem Scheiblerschen Wappenbuch

Heinrich von Zipplingen (auch: von Syplingen) († 9. Juni 1346) war ein bedeutendes Mitglied des Deutschen Ordens und Ratgeber und Sekretär von Kaiser Ludwig dem Baiern.
Das schwäbische Geschlecht, aus dem der Adelige stammte, hatte sich benannt nach Zipplingen, einem nordwestlich von Nördlingen gelegenen Deutschordens-Pfarrdorf seit 1285. Er war um 1309 Frater des Ordens in Würzburg, dann Komtur zu Oettingen 1313–1326, um 1324 in Ellingen (sein Nachfolger war dort Herbrand von Schmähingen), um 1329 in Donauwörth (1329 bis 1346) und (wohl gleichzeitig) 1334–1346 in Ulm. In Ulm wurde unter ihm das Komtureigebäude neu errichtet, ebenso die nach einer Patronin des Ordens benannte gotische Elisabethenkirche (1818 abgebrochen).
In Donauwörth hatte König Friedrich II. 1214 den Hospitalbrüdern des Deutschen Ordens eine am Brückenkopf der alten Donaubrücke erbaute Kapelle übergeben. Als Heinrich von Zipplingen als Komtur nach Donauwörth kam, vergrößerte er die dortige Ordensniederlassung und die Kapelle. Für die Kommende in Donauwörth wurde er der größte Wohlthäter als Stifter von 15 Bettstätten im Spital und Spender sonstiger Wohlthaten für die Siechen und die Brüder, so dass ihm geradezu die Stiftung des Hauses und des Spitals daselbst zugeschrieben wurde.
Auf dem Höhepunkt seiner Laufbahn im Deutschen Orden wirkte er 1329–1334 als Landkomtur der Kommende Oettingen der Ballei Franken (sein Nachfolger war dort Heinrich Fuchs von Zipplingen). Als Landkomtur war er Ratgeber und Sekretär von Kaiser Ludwig dem Bayern, der dem Deutschen Orden sehr zugetan war. Von Kaiser Ludwig dem Bayern wurde er im Jahr 1334 und 1340 als sein „lieber Heimlicher“ d. h. sein geheimer Rath bezeichnet, war im Jahr 1335 und 1336 Gesandter des Kaisers zu Papst Benedikt XII. nach Avignon, im Jahr 1339 zu König Eduard von England.
Im Einzelnen ist von Heinrich bekannt, dass er mit Urkunde vom 12. März 1323 den Nutzen eines Gutes zu Mantlach (heute Gemeindeteil von Titting im Landkreis Eichstätt), das Heinrich und Gertraud Prager zusammen mit dem Bruder Eberlein gekauft hatten, dem Spital von Ellingen vermachte, sobald beide Prager gestorben sein würden. Davon sollten dann die gewöhnlichen Pfründen der Spitalinsassen um Wein, schönes Brot und Fische aufgebessert werden.
Am 18. Dezember 1332 übergab Kaiser Ludwig der Bayer „aufgrund der Bitte unseres Ratgebers, Bruder Heinrich von Zipplingen, Landkomtur in Franken“ dem Deutschen Orden das Privileg, aus dem fränkischen Dorf Eschenbach (Wolframs-Eschenbach) mit der Deutschordenskommende Eschenbach eine Stadt zu machen.
Heinrich von Zipplingen starb wohl in Donauwörth, denn er wurde dort bestattet.